# Bałuty-Centrum
Bałuty-Centrum – najludniejsze osiedle administracyjne na obszarze dawnej dzielnicy Łodzi - Bałuty, zamieszkiwane według danych z 2015 roku przez 49 461 osób.

## Położenie i granice
Osiedle jest położone jest w północno-zachodniej części Łodzi, w dawnej dzielnicy Bałuty. Obejmuje powierzchnię 5,22 km². Granica zachodnia osiedla przebiega aleją Włókniarzy. Granica północna przebiega ulicą św. Teresy od Dzieciątka Jezus, następnie skręca na południe w ulicę Zgierską, a potem na wschód w ulicę Julianowską. Granica wschodnia przebiega ulicą Łagiewnicką aż do Bałuckiego Rynku, gdzie kieruje się na zachód do ulicy Zachodniej, gdzie skręca na południe i biegnie aż do skrzyżowania z Ogrodową. Granica południowa biegnie ulicą Ogrodową do ulicy Karskiego, gdzie skręca na północ i dociera do Drewnowskiej, którą kieruje się na zachód aż do alei Włókniarzy.

## Charakter osiedla
Bałuty-Centrum obejmują część łódzkiego Starego Miasta z dawnym kompleksem fabrycznym Izraela Poznańskiego Manufaktura, zaadaptowanym pod ogromne centrum handlowe, osiedle Żubardź, osiedle im. Władysława Jagiełły oraz osiedle Pojezierska. Większość zabudowy mieszkalnej stanowią kamienice i blokowiska.

### Handel
Na terenie osiedla znajduje się centrum handlowe o łącznej powierzchni użytkowej około 270 000 m² - Manufaktura, a także jeden z większych rynków w Łodzi - Bałucki Rynek oraz Targowisko Dolna-Ceglana

### Ochrona zdrowia
W północnej części osiedla, przy ulicy Kniaziewicza znajduje się jedyny w mieście szpital specjalistyczny chorób zakaźnych Wojewódzki Szpital Specjalistyczny im. dr Władysława Biegańskiego.

### Oświata
Na osiedlu znajduje się 11 przedszkoli miejskich i Przedszkole Specjalne nr 1 oraz 9 szkół podstawowych:
- Szkoła Podstawowa nr 24 im. Hanki Sawickiej
- Szkoła Podstawowa nr 35 im. Mariana Piechala
- Szkoła Podstawowa nr 54 im. Kornela Makuszyńskiego
- Szkoła Podstawowa nr 55 im. Eugeniusza Lokajskiego
- Szkoła Podstawowa nr 65 im. Juliusza Słowackiego
- Szkoła Podstawowa nr 101 im. Jana Kochanowskiego
- Szkoła Podstawowa nr 166 im. Akademii Pana Kleksa
- Szkoła Podstawowa Łódzkiego Stowarzyszenia na Rzecz Porozumienia z Europą
- Prywatna Szkoła Podstawowa Spółki Oświatowej "Scholasticus"

Ponadto na osiedlu Bałuty-Centrum znajduje się 6 szkół średnich:
- Zespół Szkół Ekonomiczno-Turystyczno-Hotelarskich im. Władysława Grabskiego
- Zespół Państwowych Szkół Plastycznych im. Tadeusza Makowskiego
- Zespół Szkół Ponadpodstawowych nr 5 im. Króla Bolesława Chrobrego
- Ogólnokształcąca Szkoła Baletowa im. Feliksa Parnella
- Zespół Szkół Samochodowych

### Parki
W centralnej części osiedla znajduje się Park im. Andrzeja Struga, w północno-zachodniej części w rejonie ulicy Hipotecznej znajduje się Park przy Hipotecznej, zaś w południowej Plac Piastowski.

### Religia
Na terenie osiedla znajdują się trzy katolickie kościoły parafialne:
- Kościół pw. św. Antoniego z Padwy
- Kościół pw. św. Marka Ewangelisty
- Kościół pw. Najświętszej Maryi Panny Łaskawej

Ponadto Sala Królestwa Świadków Jehowych przy ulicy Brzóski i Kościół Polskokatolicki pw. Świętej Rodziny.

### Bezpieczeństwo
Na osiedlu znajduje się Komenda Państwowej Straży Pożarnej nr 1, Komenda Wojewódzka Policji w Łodzi oraz oddział dzielnicowy Straży Miejskiej.

### Sport
W północno-zachodniej części osiedla znajduje się kompleks sportowy Spółdzielczego Klubu Sportowego Start Łódź.

### Komunikacja
Osiedle jako, że znajduje się blisko centrum Łodzi i obejmuje jedną ze starszych części miasta jest dobrze skomunikowane. Głównymi ulicami o osiach północ-południe na osiedlu są ulice Zgierska, położona na zachodniej granicy Aleja Włókniarzy oraz ulica Kasprzaka, zaś o osiach wschód-zachód są ulice Lutomierska, Limanowskiego, Pojezierska z Julianowską oraz Drewnowska i Ogrodowa. 
Przez osiedle przebiegają trasy linii autobusowych MPK Łódź: 59, 65A/B, 73, 78, 81, 87A/B, 96 i 99. Osiedle jest położone na trasie Łódzkiego Tramwaju Regionalnego i przez jego obszar ulicami Zachodnią, Zgierską, Limanowskiego i Łagiewnicką przebiegają trasy linii tramwajowych: 2, 3, 5, 6, 11, 19, 45. Ponadto na terenie osiedla przy ulicy Limanowskiego znajduje się jedna z dwóch zajezdni autobusowych w mieście.

## Siedziba Rady Osiedla
ul. Zachodnia 47, 91-066 Łódź (pokoje 123 i 124)